# Ontologia
|  | Aquest article tracta sobre el concepte filosòfic. Si cerqueu el seu ús en el camp de les TIC, vegeu «ontologia (tecnologia de la informació)». |

L'ontologia és l'estudi de l'ésser o de l'existència. Té com a objectiu descriure o posar les categories i relacions bàsiques de l'ésser o de l'existència per a definir els ens i els tipus d'ens dins d'aquest context. L'ontologia també pot definir-se com l'estudi de les concepcions de la realitat. L'ontologia sovint, però no sempre, té una relació estreta amb la metafísica. Hom podria dir que l'ontologia fou suggerida indirectament per primer cop per Anaximandre, i que fou definida per primer cop per Parmènides, per qui l'ésser és l'autèntic pensament vertader, idèntic a la realitat.

## Etimologia
La paraula ontologia ('estudi de l'ésser') prové en català d'un mot compost del neollatí, que combina dos mots grecs:
- ὄντος, ontos (literalment 'ser' o 'allò que és'), que és el cas genitiu de ὄν (neutre) o ὤν (masculí), transliterats com on, la forma en participi de present del verb εἰμί (eimí, 'ésser' o 'sóc'), derivat de εἶναι (einai, ésser).
- i λογία, logia (literalment 'discurs lògic' o 'estudi').
Tot i que l'etimologia sigui grega, els registres més antics existents de la paraula en si són una forma que va aparèixer cap el segle xvii. Els primers registres trobats són del 1606, a la Ogdoas Scholastica de Jacob Lorhard (Lorhardus), i del 1613 al Lexicon philosophicum de Rudolf Göckel (Goclenius), en una formulació grega: ὄντολογία, philosophia de ente. Johannes Clauberg va ser el primer en utilitzar ontologia en una formulació latina en el seus Elementa philosophiae sive Ontosophia, (1647). També el filòsof, científic i matemàtic Gottfried Wilhelm Leibniz va fer servir el terme ontologia a la seva obra Introductio ad Encyclopaediam arcanam (1683-85), definint-lo com “scientia de aliquo et nihilo, ente et non ente, re et modo rei, substantia et accidente.” (coneixement d'alguna cosa i res, ser i no ser, matèria i forma de la matèria, substància i accident)

## Concepte general
Alguns filòsofs, especialment de l'escola platònica, proposen que tots els noms substantius es refereixen a ens. D'altres proposen que alguns noms substantius no es refereixen a ens, sinó que són una manera de referir-se a un conjunt d'objectes o esdeveniments. Segons aquest últim punt de vista, en comptes de referir-se a un ens, es refereix a un conjunt d'esdeveniments mentals experimentats per la persona; per exemple, la "societat" es refereix al conjunt de persones amb interaccions comunes, la "geometria" es refereix al conjunt d'un tipus específic d'activitat intel·lectual.
Qualsevol ontologia ha d'explicar quines paraules es refereixen a ens i quines no, per què, i quines categories en són el resultat. Quan hom aplica aquest procés als substantius com ara electrons, energia, contracte, felicitat, temps, veritat, casualitat i Déu, l'ontologia es converteix en el fonament de moltes de les branques de la filosofia.
El fet que Aristòtil es refereixi a la filosofia primera, incloent-hi tant l'estudi de l'ens com a ens i com a l'estudi d'un ens principal al qual se subordinen la resta d'ens permet la possibilitat de distingir entre ontologia i el que s'entén per metafísica. Els autors que van utilitzar el terme ontologia van destacar el caràcter primari d'aquesta ciència davant de qualsevol estudi especial. Per tant, si l'ontologia podia continuar sent identificada amb la metafísica, ho era com una metafísica general i no amb la metafísica especial. L'ontologia va ser en l'anomenada escola de Leibniz-Wolff la primera ciència racional per excel·lència. La superposició de l'ontologia amb la metafísica general representaria un primer pas al procés de divergència de les seves significacions. Tot el que es refereixi al més enllà de l'ésser visible i directament experimentable quedaria com objecte de la metafísica especial. L'ontologia o metafísica general s'ocuparia de les formalitats. Per una banda, es prefigura com a ciència de l'ésser en si, de l'ésser últim, d'un primer ens del que tots els altres depenen. En aquest cas l'ontologia és veritablement metafísica, com a ciència de l'existència en el sentit propi. Altrament, l'ontologia sembla tenir un concepte de teoria formal dels objectes, com ontologia pura, que té com a missió la determinació d'allò en què els éssers consisteixen. Com a disciplina especial de la filosofia l'ontologia ha estat cultivada en els segles XVIII i XIX no tan sols per autors de tradició escolàstica sino per altres tendències. Així, per Johann Friedrich Herbart, filòsof, considerat el fundador de la pedagogia, l'ontologia és la ciència que investiga l'ésser dels reals, o sigui els ens eterns, immutables, espirituals. Pel pensador i filòsof italià Antonio Rosmini, considera les ciències ontològiques les ciències que estudien l'ésser com és, per distingir-les de les ciències deontològiques que estudien l'ésser com ha de ser. Per la seva part, James Feibleman es refereix a una ontologia finita  destinada a intervenir entre l'actitud metafísica i l'actitud positivista per la qual es tracta de presentar l'ontologia en una sèrie de postulats de caràcter formal, entesa com una construcció en la que tinguin sentit certs fonamentals conceptes metafísics, tals com els de realitat, essència, existència, prèvia a tota investigació filosòfica i científica.

## Història
La qüestió sobre l'ésser, és a dir, què significa que quelcom sigui, arrenca amb Parmènides, influït per la filosofia de l'arque, el qual va distingir entre el ser i no el ser i va intentar una primera definició, lligant ser a existència, totalitat i permanència. Per Parmènides la realitat és una, immutable i indivisible, on la pluralitat i el canvi no són veritables aspectes del ser. Plató va recollir aquesta noció i la va ubicar al món de la idea, oposat al món terrenal on les coses són simple aparença i no realitat. Aristòtil, per la seva banda, va argumentar que no es podia argumentar que existís una sola manera de ser, sinó diverses, i així va postular diferents categories ontològiques: substància, quantitat, qualitat, relació, lloc, espai, actitud, estat, acció i passió.
Ja a l'Edat Mitjana, Joan Escot Eriúgenava reprendre la diferenciació entre ésser i no ésser, ampliant-ne la definició i els tipus, recollint així l'oposició dels grecs idealistes però afegint les categories o maneres de ser d'Aristòtil. Francisco Suárez va afirmar que pels conceptes tractats l'ontologia era una divisió de la metafísica, idea que compartirien molts altres pensadors, entre ells Kant, el qual diferenciarà entre la realitat cognoscible i el noümen, objecte d'estudi de la metafísica. Christian Wolff s'adscriu a aquesta línia.
Friedrich Adolf Trendelenburg va fer una síntesi entre el pensament grec, Kant i el problema del nominalisme medieval i va aprofundir entre la relació entre ésser i llengua, ja que la forma de referir-se a la realitat és lingüística i en determina la percepció, un enfocament que seria adoptat per la filosofia contemporània. Alexius Meinong reprèn el contingut del noümen i el lliga a la intencionalitat: una cosa pot no existir en el món exterior però sí en la ment i provocar accions o pensaments en el subjecte.
Edmund Husserl, que considera l'ontologia com una ciència d'essències, la va dividir en dues branques: la formal i la material, essent la primera la disciplina que tracta sobre les propietats de l'ésser, les essències formals, i la segona l'aplicació a un camp del saber concret. La subordinació del material al formal fa, segons Husserl, que l'ontologia formal impliqui alhora les formes de totes les ontologies possibles. L'ontologia formal seria el fonament de totes les ciències, la material seria el fonament de les ciències de fets, per tant, com que tot fet participa d'una essència, tota ontologia material estaria alhora fundada en l'ontologia formal. Louis Lavelle va lligar l'ontologia no al saber sinó a la moral, ja que considerava que l'únic realment existent, i que per tant pertany a l'ésser, és la consciència, definida per l'acció.
Per a Martin Heidegger, hi ha una ontologia fonamental que és precisament la metafísica de l'existència. Centra el seu pensament filosòfic en l’ésser, en la substància i l’essència. El ser uneix la substància i la volatilitat del temps La missió de l'ontologia seria el descobriment de la constitució de l'ésser de l'existència. S'anomena fonamental perquè precisament s'esbrina allò que constitueix el fonament de l'Existència, és a dir, la seva finitud. Aquesta finitud de l'Existència com a tema de l'ontologia fonamental no és per a Heidegger més que el primer pas. L'ontologia és, en realitat, exclusivament, aquella indagació que s'ocupa de l'ésser com a ésser, no com una mera entitat formal, ni com una existència, sinó com allò que fa possibles les existències. Heidegger reprèn els conceptes bàsics de la disciplina i lliga ésser a temps, en el seu concepte de Dasein: no es pot definir el que quelcom és sense lligar-ho a unes circumstàncies, idea que en un altre àmbit reprendria José Ortega y Gasset. Karl Marx també usa el temps però entès com a història, que és el motor de canvi de les persones i el que explica com són i viuen.